# Most Juscelino Kubitschek
Most Juscelino Kubitschek (Ponte Juscelino Kubitschek), imenovan tudi  Most predsednika JK  ali JK most, je jeklen in betonski most, ki prečka jezero Paranoá v Brasilii, Brazilija. Povezuje vzhodno obalo jezera s središčem mesta, prek Monumentalne osi. Slavnostna otvoritev je bila 15. decembra 2002. Most je s svojo značilno silhueto skoraj takoj postal simbol Brasílie.
Imenovan je po Juscelino Kubitschek de Oliveira, nekdanjem predsedniku Brazilije, ki velja za glavnega pobudnika izgradnje novega glavnega mesta Brasílie. Oblikoval ga je arhitekt Alexandre Chan gradbeni inženir je bil Mário Vila Verde. 
Konstrukcija mostu ima skupno dolžino 1.200 m, širino 24 metrov in dve smerni vozišči s po tremi prometnimi pasovi v vsako smer, dve pešpoti ob straneh za kolesarje in pešce široki 1,5 m širok in tri razpone po 240 metrov. Glavni razpon konstrukcije ima štiri nosilne stebre potopljene v jezeru Paranoá, teža krova je podprta s tremi 61 m visokimi asimetričnimi jeklenimi loki, ki se diagonalno križajo. Voziščna konstrukcija je obešena z jeklenicami izmenično na vsaki strani krova, vpetimi v zasukani ravnini. Most je bil končan po ceni 56,8 milijonov dolarjev. The bridge has a pedestrian walkway and is accessible to pedestrians and bicyclists.

## Priznanja
Alexandre Chan je osvojil medaljo Gustava Lindenthala za projekt mostu na mednarodni konferenci Bridge 2003 v Pittsburghu. Ta medalja se podeljuje »za en sam, nedavni izjemen dosežek, ki prikazuje harmonijo z okoljem, ima estetsko vrednost in kaže uspešno sodelovanje s skupnostjo«.
Most je bil nagrajen tudi s »Premio Abcem 2003« (ABCEM Award) - Najboljše delo iz jekla v letu, v kategoriji mostovi in avtocestni nadvozi, ki jo podeljuje Brazilian Metal Construction Association (Associação Brasileira da Construção Metálica, ABCEM)

## Dimenzije
- Dolžina: 1,200 m
- Širina vozišča: 24 m (trije prometni pasovi na vsaki strani)
- Širina pločnikov: 1.5 m (na vsaki strani)
- Višina: 60 m
- Svetla višina: 18 m
- Razpon loka: 240 m on each of 3 spans

## Galerija
- Most JK ponoči
- Območje mostu